# Edda (gyűjtemény)
Az Edda (óészaki Edda, t.sz. Eddur) két skandináv (óizlandi) gyűjteményes mű. Mindkét művet középkori, óizlandi nyelven írták le.
Eredetileg csak Snorri Sturluson a 13. század elején írt vagy összeállított műve (→ Prózai Edda) viselte az Edda nevet. Ez az északi germánok dalnokainak, a skaldoknak költészettani könyve. Három  részből áll, mitológiai, stilisztikai és verstani kérdésekkel foglalkozik. Az északi germán mitológia legrészletesebb forrása.
1643-ban találtak egy másik Edda-szöveget, cím nélkül, amelyet Verses Eddának neveztek el. Szerzőjének Saemund Sigfusson (1056-1133) óizlandi egyházi tudóst vélték. Mitikus és mondai tárgyú énekei valószínűleg a 9-12. század között keletkeztek, és a germán költészet legősibb emlékeit tartalmazzák. A 19. század elejétől nagy hatással volt a skandináv irodalomra.